# نیوپورت (کشتی بخار)
نیوپورت (کشتی بخار) (به انگلیسی: Newport (steamboat)) یک کشتی است که طول آن ۷۲ فوت (۲۱٫۹۵ متر) می‌باشد. این کشتی در سال ۱۹۰۸ ساخته شد.